# Sigøjnerjazz
Sigøjnerjazz (fransk: Jazz manouche, engelsk: Gypsy jazz), er en form for jazz, der opstod i Frankrig i 1930'erne. I dens oprindelige form, er den karakteriseret ved manglen på messingblæsere og rytmeinstrumenter. Den spilles normalt på to guitarer, en kontrabas og evt. en violin. Nogle gange tilføjes en klarinet og/eller en harmonika.
Musikstilen er udviklet med udgangspunkt i romamusikken fra centraleuropa kombineret med fransk musette og swing.
En af de mest kendte udøvere af Jazz manouche var Django Reinhardt, som endnu i dag fremstår som denne specielle musikgenres ikon.
Nutidige arvtagere til musikken er orkestre som Rosenberg Trio og Biréli Lagrène.